# Бабушка (приток Куказара)
Бабушка — река в России, протекает по Нязепетровскому району Челябинской области. Устье реки находится в 12 км по правому берегу реки Куказар. Длина реки составляет 11 км.

## Данные водного реестра
По данным государственного водного реестра России относится к Камскому бассейновому округу, водохозяйственный участок реки — Уфа от Долгобродского гидроузла до Нязепетровского гидроузла, речной подбассейн реки — Белая. Речной бассейн реки — Кама.
Код объекта в государственном водном реестре — 10010200912111100020358.